# Viscera
Nelson Lee Frazier Jr., meglio conosciuto con i ring-name di Mabel, Viscera e Big Daddy V (Goldsboro, 14 febbraio 1971 – Memphis, 18 febbraio 2014), è stato un wrestler statunitense, noto per i suoi trascorsi nella World Wrestling Federation/Entertainment.
In WWF/E ha conquistato una volta il WWF Tag Team Championship (con Mo) e una volta il WWF Hardcore Championship. È stato inoltre il vincitore dell'edizione 1995 del King of the Ring, sconfiggendo in finale Savio Vega.

## Carriera

### Primi anni (1991–1993)
Nelson diventò un wrestler professionista con il nome Nelson Knight, formò gli "Harlem Knights" con Bobby, suo fratello nella storyline. Iniziarono a lottare nella United States Wrestling Association e nella Pro Wrestling Federation, vincendo due volte i PWF Tag Team Championship prima di firmare per la World Wrestling Federation.

### World Wrestling Federation (1993–1996)
In WWF gli Harlem Knights cambiarono gimmick, Nelson diventò Mabel e Bobby diventò Mo. Il duo venne affiancato da un manager rapper di nome Oscar, e furono trasmessi dei promo per il loro debutto come afroamericani pieni di positività che volevano cancellare l'immagine negativa da "ghetto" solitamente associata alla comunità afroamericana negli Stati Uniti. Il team prese il nome di Men on a Mission, con una ring attire di colore viola e giallo. A WrestleMania X, i Men on a Mission sconfissero i WWF Tag Team Champions The Quebecers per countout non riuscendo a vincere le cinture. Il 29 aprile, 1994, vinsero i titoli in un house show a Londra, Inghilterra. Due giorni dopo ripersero i titoli di coppia contro i Quebecers a Sheffield, Inghilterra.
Nel 1995, dopo aver perso un match contro i campioni in carica Smoking Gunns, Mabel & Mo assalirono brutalmente gli avversari. Poco tempo dopo aggredirono a tradimento anche il proprio manager Oscar, entrando a tutti gli effetti tra le file dei "cattivi". Mabel smise del tutto di interpretare il personaggio solare e positivo, in favore di un atteggiamento più "da duro" iniziando a competere con successo anche come wrestler singolo, vincendo il torneo King of the Ring in giugno. A seguito di ciò, Mabel iniziò a farsi chiamare King Mabel e ad indossare una corona, mentre Mo divenne "Sir Mo", il suo manager. Mabel venne premiato con una speciale cintura da campione, disegnata appositamente da Reggie Parks. La cintura, rimase un pezzo unico, in quanto la World Wrestling Federation non aveva mai creato prima una cintura per il vincitore del King of the Ring, e mai più lo avrebbe fatto in futuro. La cintura non venne mai comunque mostrata in tv durante un programma della WWF.
Dopo la vittoria, King Mabel divenne un top heel della federazione e sfidò il WWF Champion Diesel a SummerSlam nell'agosto di quell'anno. Proprio prima dell'inizio di SummerSlam, la dirigenza WWF prese la decisione di far fare un turn heel a Davey Boy Smith. La svolta si ebbe il 22 agosto 1995 durante una puntata di Monday Night Raw, dove i Men on a Mission dovevano affrontare Smith & Lex Luger, all'epoca conosciuti come "The Allied Powers". Però Luger non si presentò all'evento, e Smith convinse Diesel ad essere suo partner per l'incontro. Smith quindi attaccò Diesel durante il match e si unì a King Mabel & Sir Mo nell'infierire su di lui. King Mabel perse il suo match titolato contro Diesel a SummerSlam, e venne lentamente sostituito da Smith nel ruolo di pretendente numero uno al titolo detenuto da Diesel. Kevin Nash, l'uomo che interpretava Diesel sul ring, disse nel corso di un'intervista che Frazier combatteva in modo poco professionale rischiando di infortunare davvero i suoi avversari e che non aveva nessun rispetto per gli altri.
Dopo SummerSlam King Mabel restò coinvolto in un feud tra Yokozuna e The Undertaker, aiutando Yokozuna ad attaccare il becchino. Durante l'assalto, Mabel colpì con diversi leg drop la faccia di Undertaker, fratturandogli sul serio le ossa orbitali mettendolo fuori causa per due mesi. Anche se King Mabel affrontò ancora The Undertaker al suo rientro dopo l'infortunio, i giorni di Frazier in WWF erano ormai contati dopo un episodio del genere, perché la dirigenza temeva che potesse infortunare seriamente qualche altra superstar.
The Undertaker ritornò indossando una maschera di protezione in stile Fantasma dell'Opera e, un mese dopo, sconfisse King Mabel in un Casket Match a In Your House 5: Seasons Beatings. Dopo quest'incontro, Frazier e Horne furono licenziati dalla compagnia.

### Circuito indipendente (1996–1998)
Frazier andò a combattere a Porto Rico nella World Wrestling Council (WWC). Lì, ebbe un feud con la leggenda locale Carlos Colón. Ben presto Mabel conquistò la cintura di campione WWC Universal Heavyweight Championship e la detenne per un mese.
Tornò anche in Tennessee a lottare per la United States Wrestling Association, che all'epoca stava vivendo un periodo molto turbolento a livello dirigenziale, venendo rinominata Memphis Championship Wrestling e in seguito Memphis Wrestling. Egli conquistò lo USWA Heavyweight Championship nel marzo 1996 e il North American Heavyweight Championship nel febbraio 1998. Questi erano all'epoca i due titoli maggiori della federazione.
Il 1º novembre 1998, Mabel fece un'apparizione a sorpresa nella Extreme Championship Wrestling durante il ppv November to Remember, come membro dei Full Blooded Italians insieme a Ulf Herman, attaccando Tommy Rogers & Chris Chetti.

### Ritorno in WWF (1998–2000)
il 6 luglio 1998, Mabel tornò per una sera soltanto in WWF sfidando senza successo il nuovo King of the Ring, Ken Shamrock.
Tornò a tempo pieno nel 1999, apparendo alla Royal Rumble di quell'anno, dove venne "rapito" da The Undertaker e dai suoi seguaci Acolytes (Bradshaw & Faarooq) e Mideon. La sera successiva a RAW, venne presentato con la nuova identità di Viscera, un personaggio decisamente dark vestito completamente di nero, con lenti a contatto bianche, e una cresta da moicano.
A seguito dello scioglimento nel 1999 della stable dei Ministry, Viscera divenne un personaggio di secondo piano all'interno della federazione, combattendo spesso in coppia con l'ex membro dei Ministry Mideon, entrando a far parte della nascente divisione hardcore, vincendo il titolo WWF Hardcore Championship il 2 aprile 2000, e perdendolo pochi minuti dopo, nel medesimo match in stile Battle Royal, ad opera di Funaki. Ebbe infine un ultimo feud con Mark Henry dopo aver colpito la "fidanzata" di quest'ultimo, l'anziana Mae Young, prima di lasciare la federazione per scadenza di contratto nell'agosto 2000.

### Total Nonstop Action (2003–2004)
Nel marzo 2003, Frazier, con il nome di Nelson Knight, fece un'apparizione a sorpresa nel corso del pay-per-view NWA: Total Nonstop Action, al fianco di Ron Killings. Tornò ancora la settimana successiva.
Frazier effettuò anche qualche altra comparsata in diverse federazioni del circuito indipendente, incluso un ritorno nella Memphis Championship Wrestling, dove vinse il titolo Southern Heavyweight Championship il 6 marzo 2004.

### Secondo ritorno in WWE (2004–2008)
Nel settembre 2004, tornò in WWE come Viscera, assalendo insieme a Gangrel l'ex leader del Ministry of Darkness, The Undertaker, su ordine di John "Bradshaw" Layfield. Dopo due settimane a SmackDown!, Viscera passò nel roster di Raw.
Nei suoi primi tre mesi di permanenza a Raw, Viscera lottò principalmente ad Heat. La storyline di maggior rilievo alla quale prese parte iniziò nell'aprile del 2005, quando si alleò con Trish Stratus per aiutarla nel corso del suo feud con Lita ed il marito di quest'ultima, Kane (kayfabe). In questo periodo Viscera effettuò un turn-face, abbandonando il suo personaggio "dark" e iniziando ad interpretare la gimmick di un uomo ossessionato dal sesso e indossando un pigiama come ring attire. Dopo aver perso un match contro Kane a Backlash, Viscera infortunò la Stratus per i continui rifiuti alle sue avances amorose, effettuando un turn-heel. Successivamente iniziò a corteggiare la ring-announcer di Raw, Lilián Garcia, cercando di sedurla con tattiche diverse ogni settimana. A Vengeance la Garcia finalmente cedette, chiedendo a Viscera di sposarla (kayfabe), ma inaspettatamente quest'ultimo rifiutò, preferendo andarsene dal ring insieme alle prostitute di The Godfather.
Nell'estate del 2005 Viscera formò un tag team con Val Venis chiamato V–Squared. I due lottarono in coppia per circa nove mesi, principalmente ad Heat, ma quando Venis si infortunò Viscera tornò a combattere da singolo. Nella puntata di Raw del 22 maggio 2006 cercò anche di riconciliarsi con Lilián Garcia, ma il suo tentativo venne interrotto bruscamente da Umaga. Due settimane dopo, quando la Garcia venne accidentalmente colpita da Charlie Haas e si infortunò (legit), l'incidente reale venne trasformato in una storyline che prevedeva Viscera e Haas lottare l'uno contro l'altro per l'amore della ring-announcer. Quando la Garcia dichiarò che voleva restassero solo amici, i due rivali si guardarono negli occhi e la attaccarono.
Il 17 giugno 2007 Viscera venne spostato nel roster della ECW. Tre settimane dopo debuttò a ECW on SyFy, con la nuova identità di Big Daddy V, una sorta di mercenario assoldato da Matt Striker nella sua rivalità con The Boogeyman. Dopo essersi occupato di Boogeyman, Big Daddy V sconfisse Tommy Dreamer diventando il contendente numero uno all'ECW Championship a No Mercy. Qui, perse contro CM Punk per squalifica, quando Striker interferì nel match. Egli quindi ebbe un feud con Kane, e partecipò all'Elimination Chamber Match di No Way Out 2008, venendo però eliminato quasi subito.
Lottò nel suo ultimo match in WWE l'11 marzo 2008, in una puntata di ECW on SyFy, perdendo con CM Punk in un incontro di qualificazione al Money in the Bank. Nel draft del 2008 passò a SmackDown!. L'8 agosto lasciò la federazione per scadenza di contratto, prima di aver combattuto anche solo una volta a SmackDown!

### National Wrestling Alliance (2008–2010)
Passò quindi alla National Wrestling Alliance, con il ring name King V. Il 4 ottobre 2008, a Robstown, Texas, King V sconfisse Andy Dalton & Joey Spector in un Handicap Match.
In seguito Frazier continuò a combattere in varie federazioni del circuito indipendente, incluse la National Wrestling Superstars, la Family Wrestling Entertainment, e la Pro Wrestling Xtreme, sia come Viscera che come Big Daddy V.

### All Japan Pro-Wrestling (2010–2011)
Frazier lottò nella All Japan Pro Wrestling, come Big Daddy Voodoo (successivamente abbreviato in Big Daddy), e detenne il titolo All Asia Tag Team Championship insieme a TARU dal 29 aprile al 29 agosto 2011. Faceva parte della stable Voodoo Murders. Lasciò l'AJPW alla fine del 2011, dopo aver combattuto nella World's Strongest Tag Determination League con Joe Doering.

## Morte
Il wrestler statunitense morì il 18 febbraio 2014 a causa di un infarto. Il corpo venne cremato.
Dopo la morte di Nelson la moglie Cassandra Frazier dichiarò "guerra" alla WWE in un post di Facebook accusandoli di non averle nemmeno fatto le condoglianze. La Frazier puntò il dito contro la federazione, definendoli privi di scrupoli nei confronti dei lottatori e di essere interessati solo ai soldi, accusando soprattutto Vince McMahon, mentre difese l'amico di sempre Bobby Horne, a sua detta l'unico che aiutò il marito in ogni circostanza. In seguitò però la Frazier ritirò tutto pubblicando un altro post, dove invece ringraziò la WWE per esserle stata vicino dopo la morte del marito e scusandosi con Vince McMahon per quanto affermato in precedenza.

## Nel wrestling

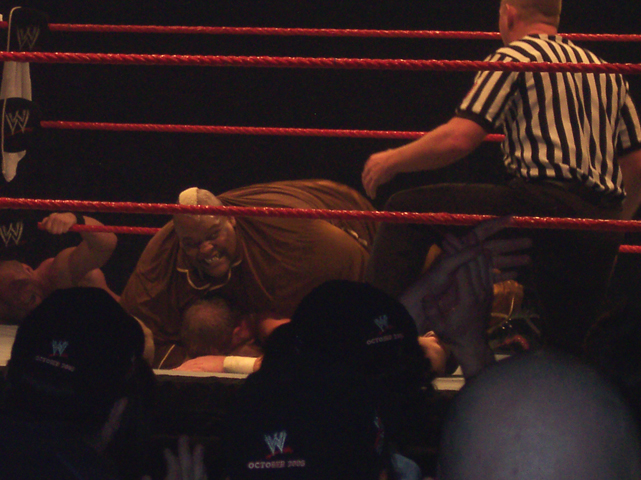
Viscera mentre esegue una Viscagra su Trevor Murdoch

### Mosse finali
- Come Big Daddy V
  - Big Daddy V Drop (Running elbow drop)
  - Spinning side slam
- Come Big Daddy Voodoo / King V / Mabel
  - Chokeslam
  - Viscera Drop (Running splash, a volte dalla seconda corda)
- Come Viscera
  - Embalmer / Viscera Driver / Sex Drive (Chokebomb)
  - Ghetto Drop (Samoan drop)
  - Running splash

### Manager
- Lilián García
- Matt Striker
- (Sir) Mo
- Oscar
- Trish Stratus

### Soprannomi
- "Big Vis"
- "The Mastodon"
- "The World's Largest Love Machine"
- "The Quarter Ton Titan"

### Musiche d'ingresso
- Men on a Mission di Jim Johnston (WWF; 1993–1995)
- The Lyin' King di Jim Johnston (WWF; 1995–1996)
- Stayin' Alive di N-Trance (ECW; 1998)
- Ministry di Jim Johnston (WWF; 1999)
- Big Vis di Jim Johnston (WWF; 1999–2000)
- Advance of the Zombies di Jim Johnston (WWE; 2004)
- Blood di Jim Johnston (WWE; usata durante il tag team con Gangrel)
- Another Way Out di Jim Johnston (WWE; 2004–2005)
- Love Machine di Jim Johnston (WWE / AJPW; 2005–2007, 2009–2012)
- Hello Ladies di Jim Johnston (WWE; usata durante il tag team con Val Venis)
- Calling All Cars di Jim Johnston (WWE / AJPW / circuiti indipendenti; 2007–2008, 2011–2012)

## Titoli e riconoscimenti
- All Japan Pro Wrestling

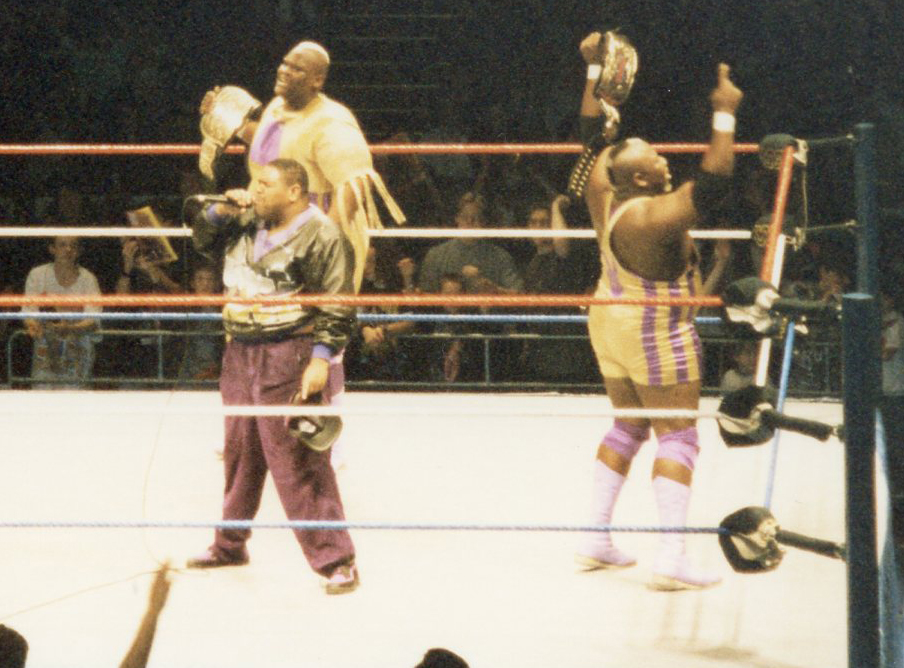
I Men on a Mission (Mabel in alto a sinistra e Mo a destra) con il WWF Tag Team Championship, titolo che hanno detenuto una volta con due giorni di regno

  - All Asia Tag Team Championship (1) – con TARU[35]
- Memphis Wrestling
  - Memphis Wrestling Southern Heavyweight Championship (1)
- Music City Wrestling
  - MCW North American Heavyweight Championship (1)
- New England Pro Wrestling Hall of Fame
  - Classe del 2013
- Ozarks Mountain Wrestling
  - OMW North American Heavyweight Championship (1)[36]
- Pro Wrestling Federation
  - PWF Tag Team Championship (2) – con Bobby Knight
- Pro Wrestling Illustrated
  - 49º nella lista dei migliori 500 wrestler nei PWI 500 (1995)[37]
- United States Wrestling Association
  - USWA Heavyweight Championship (1)
- World Wrestling Council
  - WWC Universal Heavyweight Championship (1)
- World Wrestling Federation
  - WWF Hardcore Championship (1)
  - WWF Tag Team Championship (1) – con Mo
  - King of the Ring (edizione 1995)
- Wrestling Observer Newsletter
  - Worst Feud of the Year (2007) vs. Kane
  - Worst Tag Team (1999) con Mideon
  - Worst Worked Match of the Year (1993) Mo e The Bushwhackers vs. The Headshrinkers, Bastion Booger, e Bam Bam Bigelow alle Survivor Series
- X Wrestling Federation
  - XWF Heavyweight Championship (1)[38]

## Filmografia
- 301 - La leggenda di Maximus il fichissimo (The Legend of Awesomest Maximus), regia di Jeff Kanew (2010)